# Relações entre China e Turquia
As relações entre China e Turquia referem-se às relações diplomáticas entre a República Popular da China e a República da Turquia. A Turquia reconheceu a República Popular da China em 5 de agosto de 1971 e prossegue sua política de uma única China, reconhecendo a República Popular da China como o único representante legal da China. A China tem uma embaixada em Ancara e um consulado-geral em Istambul, enquanto a Turquia tem uma embaixada em Pequim e 2 consulados-gerais em Hong Kong e Xangai. No entanto, recentemente, por causa de conflitos recentes da China com separatistas turcomanos uigures, as relações foram por vezes tensas.

## Antecedentes
Desde que as relações diplomáticas entre a Turquia e a República Popular da China foram estabelecidas em 1971, as preocupações sobre a segurança internacional e o potencial econômico de cada país foram alguns dos fatores que influenciaram as relações sino-turcas. Politicamente, Ancara considerava a RPC, como um dos membros permanentes do Conselho de Segurança da ONU, como uma nova área de expansão política e podendo receber apoio para questões relacionadas com a Turquia. Economicamente, Ancara tem uma expectativa de benefícios da China, oferecendo enormes oportunidades econômicas. No entanto, a Turquia enfrentou dificuldades inesperadas na relação com a China nas últimas duas décadas. A China prosseguiu com políticas opostas das reivindicações turcas na arena internacional, incluindo as questões do Kosovo, Bósnia e Herzegovina, Chipre e Nagorno-Karabakh. Além disso, a Turquia e a China desenvolveram políticas completamente opostas em relação à Primavera Árabe que ocorreu na Tunísia, Egito, Líbia, Iêmen e, finalmente, na Síria.

## História
Em 1524, durante a dinastia Ming na China, Pequim foi visitada por representantes dos otomanos.
Guilherme II, da Alemanha, estava tão alarmado com as tropas muçulmanas chinesas no Guilherme II da Alemanha que ele pediu ao califa Abdulamide II, do Império Otomano, para encontrar uma maneira de conter as tropas muçulmanas. O califa concordou com o pedido de Guilherme II e enviou Enver Paxá (não o futuro líder dos Jovens Turcos) para a China em 1901, mas a rebelião ocorreu por esse tempo.
Funcionários do governo turco receberam uma delegação muçulmana chinesa sob o comando de Wang Zengshan, que denunciou a invasão japonesa na China.

## Guerra da Coreia
Durante a Guerra da Coreia, uma brigada turca serviu nas Nações Unidas em apoio às forças sul-coreanas e americanas. A Turquia foi o segundo país, depois dos Estados Unidos, a responder a Resolução 83 do Conselho de Segurança das Nações Unidas, solicitando ajuda militar à Coreia do Sul após a invasão norte-coreana. O governo turco enviou uma brigada de 5.000 soldados para lutar sob comando da ONU contra a Coreia do Norte e, posteriormente, contra a República Popular da China. A brigada lutou em várias ações importantes da Batalha de Wawon e a Batalha de Kumyangjang-Ni (25-26 de janeiro de 1950), em que foram derrotados pelos chineses.

## Visitas
Em 28 de novembro de 2008, Jia Qinglin, principal assessor político da China e o presidente da Conferência Consultiva Política do Povo Chinês, fez uma visita de boa vontade oficial à Turquia como convidado da Grande Assembleia Nacional da Turquia. Em Ancara, Jia se encontrou com o então presidente turco Abdullah Gül Gül e o primeiro-ministro Recep Tayyip Erdoğan. Depois de visitar Ancara, Jia participou de um fórum de negócios intitulado "Fórum Turco-Chinês de Oportunidades Econômicas e Comerciais" em Istambul.
Abdullah Gül foi o primeiro presidente turco a visitar a China em 14 anos, com a sua visita oficial ocorrendo entre em 24 e 29 de junho de 2009. Gül disse que um dos principais objetivos da sua visita era impulsionar as relações económicas. em Pequim, Gül manteve conversações com o seu homólogo chinês Hu Jintao e participou de um fórum de negócios. Na sequência das reuniões, sete acordos de cooperação foram assinados entre os dois países nos domínios da energia, finanças e cultura. Depois de Pequim, Gül visitou Xian, e ele foi premiado com um doutoramento honoris causa pela Universidade de Xian. Na terceira etapa de sua viagem à China, Gül visitou Shenzhen. Após um convite da administração de Pequim, Gül também visitou Ürümqi e tornou-se o primeiro presidente turco a visitar a Região Autônoma do Sinquião.